# Bombardeo con bombas de racimo de Niš
El bombardeo con bombas de racimo de Niš tuvo lugar el 7 y el 12 de abril de 1999 durante la Operación Fuerza Aliada, la campaña de bombarderos aéreos de la OTAN contra la República Federal de Yugoslavia (FRY), cuando aviones de la OTAN atacaron con bombas de racimo la ciudad de Niš (Serbia) en dos ocasiones diferentes. El primer bombardeo fue un evento significativo que involucró la muerte de civiles y el uso de bombas de racimo contra un núcleo de población durante la campaña de la OTAN en Yugoslavia.

## Primer ataque
El 7 de mayo de 1999, entre las 11:30h y las 11:40h, varios aviones de combate de la Real Fuerza Aérea de los Países Bajos lanzaron dos contenedores de bombas de racimo sobre Niš, supuestamente dirigidas al aeropuerto de Niš, situado en las afueras de la ciudad. Las bombas impactaron cerca del centro de la ciudad, que está al menos a tres kilómetros del aeropuerto, su presunto objetivo. Las bombas se dispersaron de los dos contenedores y fueron llevadas por el viento y luego cayeron en tres lugares diferentes en la parte central de la ciudad:
- El edificio de Patología al lado del Centro Médico de Niš en el sur de la ciudad,
- Junto al edificio de «Banovina», incluido el mercado principal, la estación de autobuses junto a la Fortaleza de Niš y el Centro de Salud «12 de febrero»
- Estacionamiento del «Niš Express» cerca del río Nišava.

Un informe de Human Rights Watch registró catorce civiles muertos como resultado del ataque, con otros 28 heridos. El diario yugoslavo Večernje novosti informó de dieciséis muertes de civiles. Las muertes de civiles fueron altas ya que el ataque ocurrió en mitad del día cuando los civiles se congregaban en las calles y en el mercado donde el número de muertos fue mayor.

## Segundo ataque
El 12 de mayo de 1999, la parte oriental de la ciudad fue nuevamente bombardeada con bombas de racimo, lo que provocó once civiles heridos. Muchas de las lesiones fueron amputaciones. Esta parte de la ciudad, Duvanište, está a más de siete kilómetros del aeropuerto. La primera víctima mortal de ese bombardeo falleció en el año 2000, cuando una bomba sin explotar detonó.

## Consecuencias

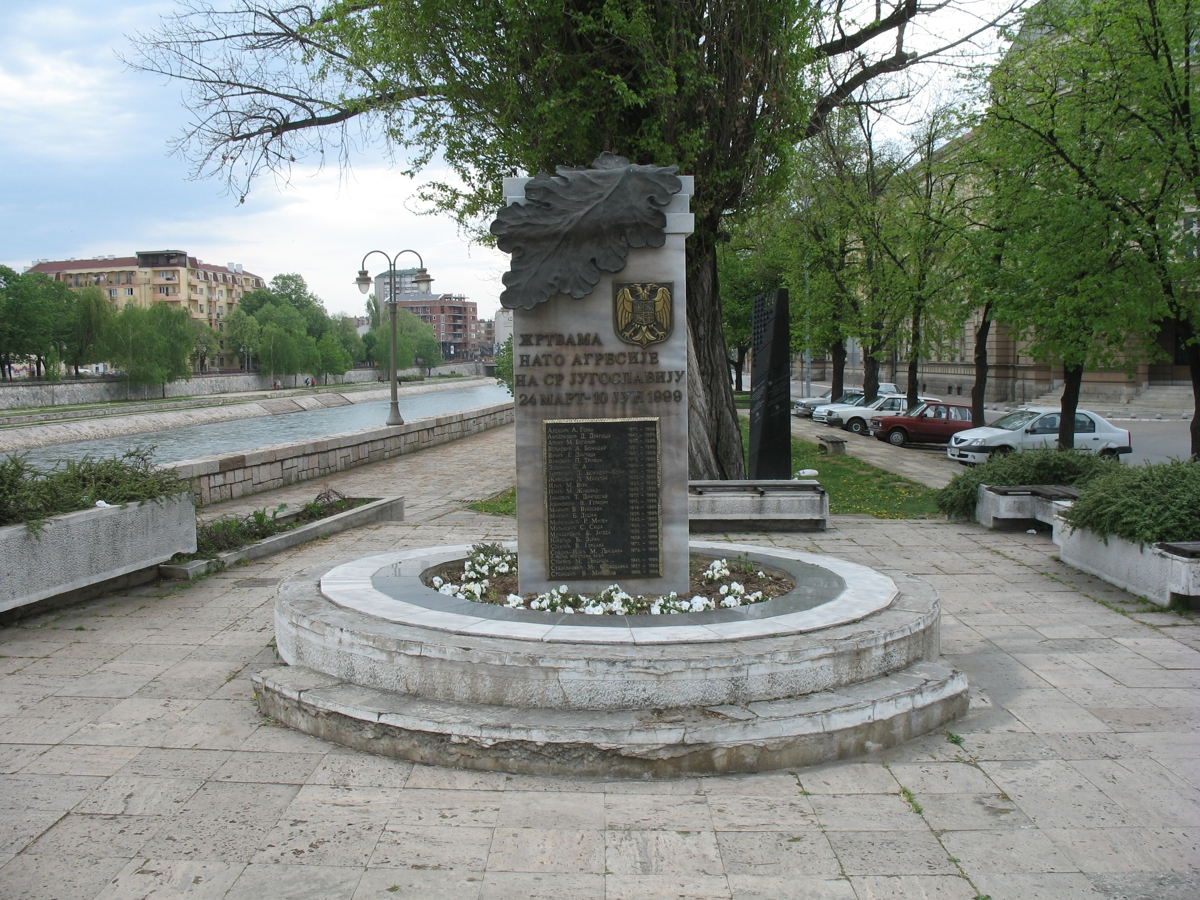
Monumento a las víctimas del bombardeo de Niš.

Después del incidente, la Real Fuerza Aérea de los Países Bajos dejó de usar bombas de racimo durante el resto de la campaña, pero otros miembros de la OTAN continuaron usándolas. Según un informe emitido por Amnistía Internacional, la OTAN no explicó por qué se desplegaron bombas de racimo en objetivos tan cercanos a la población civil. En su opinión, la OTAN violó el Artículo 51(4) y (5) del Protocolo I.
El secretario general de la OTAN, Javier Solana, confirmó la responsabilidad de las fuerzas de la OTAN en el ataque y se disculpó porque los aviones de combate habían errado el objetivo. Human Rights Watch (HRW) condenó el ataque y advirtió que no se deben usar bombas de racimo al atacar objetivos urbanos debido a la densa población del área.
En 2009, todavía se podían encontrar cientos de municiones de racimo sin explotar en el campo serbio, a pesar de los esfuerzos del gobierno serbio para limpiar todos los sitios de tales municiones. En 2015, se limpió de bombas de racimo un área de 10 830 927 metros cuadrados alrededor de Nis, mientras que se anunció la limpieza de otros 6 000 000.